# Jean-Luc Marion
Jean-Luc Marion je francoski filozof in član Francoske akademije, * 3. julij 1946.

## Življenje
Je učenec teologa Hansa Ursa von Balthasarja in Jacquesa Derridaja. 
Predava kot profesor filozofije religije na Sorbonski univerzi in univerzi v Chicagu, kjer je nasledil Paula Ricoeurja.
Pri založbi PUF (Presses universitaires de France) ureja knjižno zbirko Épiméthée.
Je poročen in ima dva sinova.

## Delo
Ukvarja se zlasti z raziskovanjem Descartesove filozofije in fenomenologije. Njegova filozofija spada v območje t. i. "teološkega obrata v sodobni francoski filozofiji".

## Priznanja in nagrade
Leta 1992 je za svoje dotlejšnje delo prejel prestižno francosko priznanje za filozofijo Grand Prix de Philosophie.
6. novembra 2008 je bil izvoljen za "nesmrtnega člana" Francoske akademije.